# Scuderia Serenissima

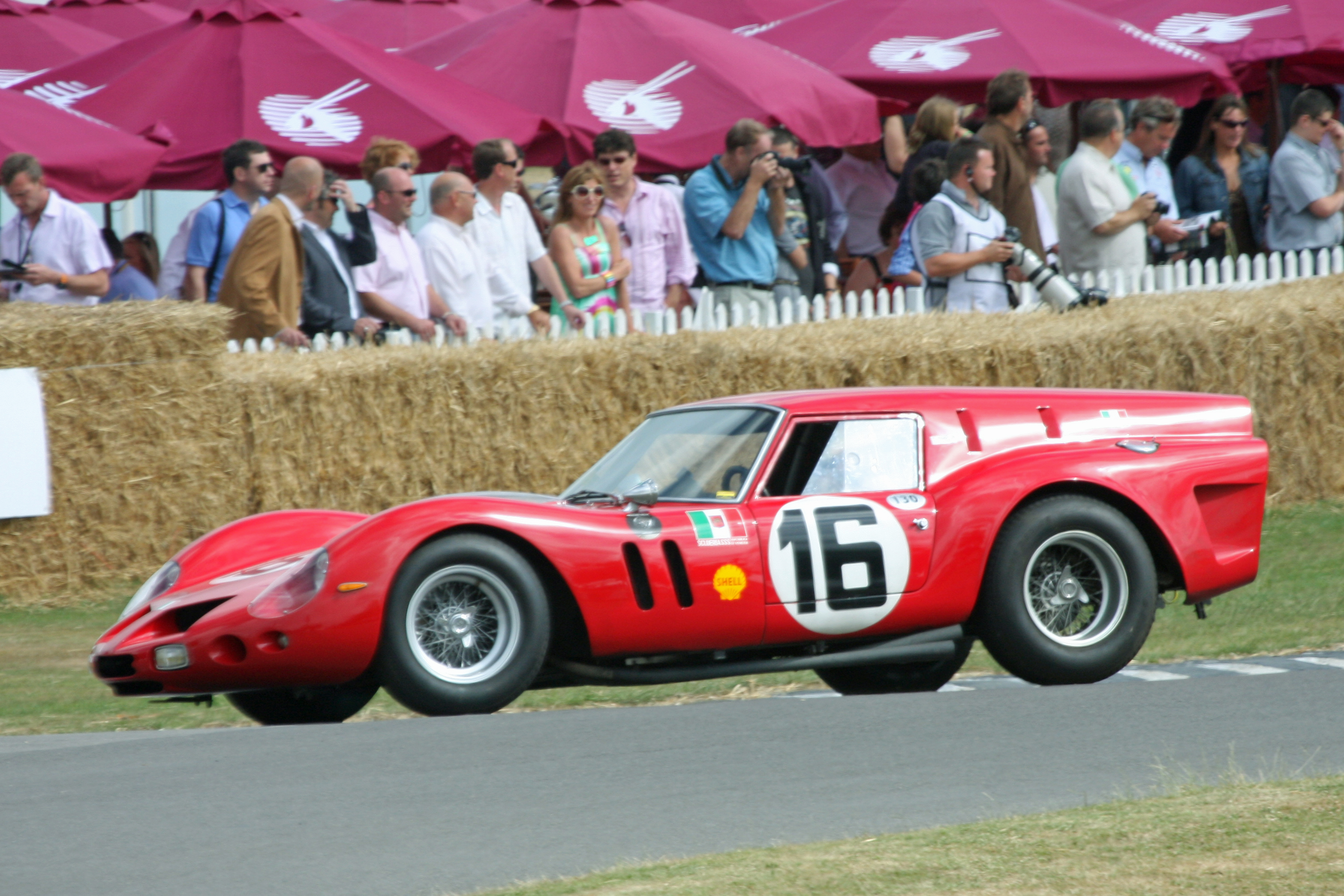
Von der Scuderia Serenissima eingesetzt: Der Ferrari 250 GT SWB „Breadvan“

Die Scuderia Serenissima war ein italienischer Rennstall, der in den späten 1950er Jahren von Conte Giovanni Volpi di Misurata gegründet wurde. 

## Nomenklatur
Ab 1962 ging der Rennstall unter der Bezeichnung Scuderia SSS Repubblica di Venezia an den Start und steht unter dieser Bezeichnung auch in den Meldlisten der internationalen Sportwagenrennen. Die drei SSS stehen dabei für die gleichlautenden Buchstaben im Wort Serenissima. Das Wort Serenissima bedeutet in der italienischen Übersetzung "die Erlauchteste" und war im historischen Zusammenhang sehr oft die Beschreibung der Stadt Venedig.

## Renneinsätze mit Kundenfahrzeugen
Zunächst beteiligte sich die Scuderia an Sportwagenrennen, bei denen sie überwiegend Kundenautos von Ferrari einsetzte.
Darüber hinaus beteiligte sich der Rennstall in der Formel-1-Saison 1961 an zwei Großen Preisen. Einmal erschien das Team mit einem Cooper-Maserati, der von Maurice Trintignant gesteuert wurde, und zum Großen Preis von Frankreich 1961 wurde ein De Tomaso F1, der von einem OSCA-Motor angetrieben wurde, für Giorgio Scarlatti gemeldet. In Italien erschien ein weiterer De Tomaso mit Alfa-Romeo-Motor für Nino Vaccarella. Beide Einsätze blieben erfolglos.

## Die Entwicklung eigener Fahrzeuge
Die Verbindung zu Ferrari brach ab, als sich Volpi 1961 finanziell an dem Projekt Automobili Turismo e Sport (ATS) beteiligte, das kurz zuvor von einer Reihe ehemaliger Ferrari-Mitarbeiter gegründet und darauf ausgerichtet war, der Scuderia Ferrari mit selbst entwickelten Sport- und Rennwagen Konkurrenz zu machen. Volpi verließ das Unternehmen nach nur wenigen Monaten wieder und versuchte stattdessen, mit seiner eigenen Scuderia Serenissima eine Rennwagenproduktion aufzubauen. Den Anfang machte der legendäre Ferrari 250 GT SWB Breadvan, ein ungewöhnliches, von Giotto Bizzarrini nach Volpis Vorstellungen entwickeltes Coupé auf der Basis des Ferrari 250 GTO, das von Piero Drogo eingekleidet und von Neri e Bonacini komplettiert worden war. Der Breadvan war Aufsehen erregend und verwies mitunter die Werks-Ferraris auf die Plätze.
1963 gründete Giovanni Volpi das Unternehmen Automobili Serenissima, das bis 1970 eigene Rennwagen und eigene Motoren in Einzelexemplaren herstellte. Eine Serienfertigung der Wagen kam nach heute überwiegender Meinung nicht zustande. Von jedem Typ wurde nur ein einziges Exemplar hergestellt, einige Chassis wurden nacheinander mit unterschiedlichen Karosserien versehen. Die Bezeichnung der Fahrzeuge ist nicht einheitlich. Insgesamt umgibt die Wagen der Automobili Serenissima nach wie vor die Aura des Geheimnisvollen, da längst nicht alle Fragen automobilhistorisch geklärt sind.

## McLaren-Serenissima
Einer breiteren Öffentlichkeit wurde die Scuderia Serenissima dadurch bekannt, dass der italienische Achtzylinder-Motor bei drei Großen Preisen in der Formel-1-Saison 1966 von dem jungen Team McLaren eingesetzt wurde. Bei den Großen Preisen von Belgien und der Niederlande scheiterte Bruce McLaren, der seine Wagen selbst fuhr, mit dem McLaren M2B jeweils an Motordefekten, beim Großen Preis von Großbritannien aber wurde er Sechster und erzielte damit einen WM-Punkt für den Serenissima-Motor. Ungeachtet dessen wechselte McLaren noch in der laufenden Saison zu Ford-Motoren.

## Ergebnisse

### Siege in der Sportwagen-Weltmeisterschaft
| Jahr | Rennen             | Fahrzeug        | Fahrer 1          | Fahrer 2 |
| ---- | ------------------ | --------------- | ----------------- | -------- |
| 1962 | Trophée d’Auvergne | Ferrari 250 GTO | Carlo-Maria Abate |          |